# 新华街道 (抚顺市)
新华街道，是中华人民共和国辽宁省抚顺市顺城区下辖的一个乡镇级行政单位。

## 行政区划
新华街道下辖以下地区：
华南社区、银川社区、华盛社区、乾安社区、戎馨社区、天竺社区、兰桥社区、华东社区、蓝天社区、站东社区、华北社区和顺大社区。